# Villa Sorgato
Villa Manolesso Ferro Sorgato è una villa veneta che si trova nella frazione Merlengo di Ponzano Veneto.
Edificata alla fine del XVI secolo dalla famiglia veneziana Ferro, passò poi di proprietà delle famiglie Manolesso, Folco, Zambelli, Marcello, Chiozzi e agli attuali proprietari Sorgato.
Dall'aspetto semplice di casa padronale, situata all'interno di una immensa tenuta agricola, la Villa si offriva come dimora per i viaggiatori che solcavano la via Postumia, l'antica strada consolare romana del II secolo a.C. che univa Aquileia e Concordia a Genova, che a sua volta ne delimitava la proprietà.
Nel corso del Seicento la Villa, come testimoniato da una cartina storica risalente a quel periodo conservata al suo interno, che ne impreziosisce il maestoso scalone centrale, vide crescere i propri possedimenti e la propria ricchezza al punto tale che vennero ampliate le due barchesse laterali con torre colombera, quest'ultima già presente a partire dal XV secolo. In quel periodo la torre colombera costituiva la traslazione in ambito rurale delle vecchie case-torri urbane e divenne subito il nucleo della casa a corte in un periodo in cui le esigenze difensive sovrastavano le altre, vista la presenza di briganti e soldataglie in aperta campagna. Esse avevano funzioni abitative e di ricovero per gli animali e gli attrezzi. L'ultimo piano era usato per ospitarvi i colombi (dalla quale trae il suo nome d'origine), usati sia per alimentazione che come mezzo di comunicazione.
Nel corso del XVIII secolo la Villa acquistò l'imponente e maestoso aspetto che ha conservato fino ai giorni nostri. Abbellisce a testimonianza dell'importanza storica di Villa Sorgato l'imponente aquila bicipite a teste coronate con lo stemma asburgico, collocata sopra il poggiolo centrale della facciata nord e dipinta nella facciata sud.
A conferma degli stretti rapporti che intercorrevano tra i proprietari e la casa imperiale austriaca, decorano la facciata nord 12 busti raffiguranti 12 imperatori della famiglia imperiale, rispettivamente da destra verso sinistra: Ferdinando III, Leopoldo I, Giuseppe I, Carlo V, Francesco I Duca di Lorena, Francesco II, Leopoldo II, Ferdinando I, Francesco II poi I d'Austria, Ferdinando II, Federico III, Alberto II, Massimiliano I. Tra tutti il busto più importante è quello collocato nel salone principale al primo piano della Villa raffigurante Francesco Giuseppe I, contemporaneo alle vicende ottocentesce di Villa Sorgato.
Molte furono le personalità che soggiornarono in Villa nel corso dell'Ottocento, tra tutte il Viceré del Lombardo-Veneto, Ranieri; durante la prima guerra mondiale, Villa Sorgato fu sede del comando dell'VIII Corpo d'Armata, qui il generale Gandolfo era solito dimorare. Testimonianze storiche tramandano che in più di un'occasione Villa Sorgato ospitò il re Vittorio Emanuele III e il Generale Cadorna. In periodi più recenti, dopo la prima guerra mondiale, durante le lotte agrarie, vi si svolse un episodio di "assalto alla villa" per costringere il padrone a firmare nuovi patti agrari.